# باول بيتش
باول بيتش (2 أكتوبر 1965 في المملكة المتحدة - ) (بالإنجليزية: Paul Beech)‏ هو لاعب كريكت بريطاني. لعب مع Cumbria County Cricket Club ‏.

## وصلات خارجية
- باول بيتش على موقع إي آس بي آن كريك إنفو (الإنجليزية)